# 사토 조에이
사토 조에이(일본어: 佐藤 長栄, 1951년 4월 15일 ~ )는 일본의 전 축구 선수이다.

## 국가대표팀 경력
그는 1978년 메르데카 국제축구대회에 참가할 일본 국가대표팀에 발탁되었으며, 7월 21일 말레이시아와의 경기에서 데뷔했다.

## 통계
| 일본 | 일본 | 일본 |
| 연도 | 출전 | 득점 |
| ---- | ---- | ---- |
| 1978 | 1    | 0    |
| 통산 | 1    | 0    |